# Jurawenator
Jurawenator (Juravenator) – rodzaj bazalnego celurozaura, który żył w późnej jurze, około 150 mln lat temu, na terenie obecnych Niemiec. Jego prawie kompletny szkielet opisali Ursula Göhlich i Luis Chiappe w 2006 roku. Nazwa rodzajowa odnosi się do gór Jura i do łacińskiego słowa venator, oznaczającego łowcę.
Nazwa gatunkowa honoruje rodzinę Starków – właścicieli kamieniołomu, w którym został znaleziony okaz holotypowy, oznaczony numerem katalogowym JME Sch 200. Opisany szkielet należał do młodego osobnika, długości około 75 cm. W okolicy nasady ogona zachowały się odciski łuskowatej skóry, nie znaleziono natomiast w tym miejscu śladów piór. Przed odkryciem jurawenatora było już wiadomo, że pióra występowały zarówno u celurozaurów najbliżej spokrewnionych z ptakami, tj. u przedstawicieli kladu Maniraptora, jak i u bardziej bazalnych celurozaurów, w tym u przynajmniej niektórych przedstawicieli rodziny Compsognathidae i nadrodziny Tyrannosauroidea. Część paleontologów sugerowała, że pióra mogły występować u wszystkich celurozaurów; Göhlich i Chiappe (2006) zwrócili uwagę, że odkrycie J. starki, u którego nie znaleziono śladów piór, może przeczyć tej hipotezie. Autorzy zaproponowali kilka wyjaśnień braku piór u J. starki. Nie wykluczyli, że u tego teropoda pióra pokrywały tylko część ciała, z której nie zachowały się odciski skóry; rozważali też możliwość, że pióra wyewoluowały niezależnie u kilku różnych linii ewolucyjnych celurozaurów, lub też że niektóre ich linie ewolucyjne – w tym ta, której przedstawicielem był J. starki – straciły upierzenie. W późniejszej publikacji ci sami autorzy (Chiappe i Göhlich, 2010), po zbadaniu zachowanych razem z holotypem J. starki odcisków skóry, opisali odkryte na środkowej części ogona odciski włóknistych obiektów, które mogły być protopiórami podobnymi do tych występujących u innych bazalnych celurozaurów. Foth i współpracownicy (2020) stwierdzili, że zachowane wraz z okazem holotypowym struktury pierwotnie wzięte za łuski prawdopodobnie są w rzeczywistości pozostałościami masy tłuszczowo-woskowej, a co za tym idzie nie ma dowodów na występowanie u jurawenatora łusek.
Początkowo został uznany za przedstawiciela Compsognathidae, jednak badania przeprowadzone przez Butlera i Upchurcha (2007) podały w wątpliwość jego przynależność do tej grupy, jednak późniejsi autorzy potwierdzili jego bliskie pokrewieństwo z kompsognatem.